# Meriola fasciata
Espèce
Synonymes
- Trachelopachys fasciatus Mello-Leitão, 1941

Meriola fasciata est une espèce d'araignées aranéomorphes de la famille des Trachelidae.

## Distribution
Cette espèce se rencontre au Brésil au Rio Grande do Sul, en Uruguay et en Argentine dans les provinces d'Entre Ríos, de Santa Fe, de Cordoba, de San Luis et de San Juan,.

## Description
Le mâle décrit par Platnick et Ewing en 1995 mesure 4,04 mm et la femelle 4,23 mm.

## Systématique et taxinomie
Cette espèce a été décrite sous le protonyme Trachelopachys fasciatus par Mello-Leitão en 1941. Elle est placée dans le genre Trachelas par Platnick en 1975 puis dans le genre Meriola par Platnick et Ewing en 1995.

## Publication originale
- Mello-Leitão, 1941 : « Las arañas de Córdoba, La Rioja, Catamarca, Tucumán, Salta y Jujuy colectadas por los Profesores Birabén. » Revista del Museo de La Plata (Nueva Serie, Zoología), vol. 2, p. 99-198.